# Elstob
Elstob är en by i civil parish Mordon, i kommunen Durham i grevskapet Durham i England. Byn är belägen 10 km från Darlington. Elstob var en civil parish 1866–1983 när blev den en del av Mordon. Civil parish hade 63 invånare år 1961.